# FK Real Farma Oděsa
Futbolnyj klub Real Farma Oděsa (ukrajinsky: Футбольний клуб Реал Фарма» Одеса) je ukrajinský fotbalový klub sídlící ve městě Oděsa.
Své domácí zápasy odehrává na stadionu Ivan s kapacitou 1 500 diváků.

## Historické názvy
Zdroj: 
- 2000 – FK Limed Pokrovske Oděsa (Futbolnyj klub Limed Pokrovske Oděsa)
- 2001 – FK Real Pokrovske-Lilija Oděsa (Futbolnyj klub Real Pokrovske-Lilija Oděsa)
- 2003 – FK Real Pokrovske Oděsa (Futbolnyj klub Real Pokrovske Oděsa)
- 2005 – FK Real-Farm Oděsa (Futbolnyj klub Real-Farm Oděsa)
- 2011 – FK Real Farm Južne (Futbolnyj klub Real Farm Južne)
- 2013 – FK Real Farma Ovidiopol (Futbolnyj klub Real Farma Ovidiopol)
- 2015 – FK Real Farma Oděsa (Futbolnyj klub Real Farma Oděsa)

## Umístění v jednotlivých sezonách
Zdroj: 
Legenda: Z - zápasy, V - výhry, R - remízy, P - porážky, VG - vstřelené góly, OG - obdržené góly, +/- - rozdíl skóre, B - body, červené podbarvení - sestup, zelené podbarvení - postup, fialové podbarvení - reorganizace, změna skupiny či soutěže
| Ukrajina (2011 – ) |                     |        |    |    |   |    |    |    |     |    |        |
| Sezóny             | Liga                | Úroveň | Z  | V  | R | P  | VG | OG | +/- | B  | Pozice |
| 2011               | AAFU – sk. III      | 4      | 10 | 7  | 1 | 2  | 21 | 11 | +10 | 22 | 2.     |
| 2011/12            | Druha liha – sk. A  | 3      | 26 | 9  | 6 | 11 | 28 | 41 | -13 | 33 | 7.     |
| 2012/13            | Druha liha – sk. A  | 3      | 20 | 8  | 6 | 6  | 23 | 25 | -2  | 30 | 6.     |
| 2012/13            | Druhyj etan – sk. 1 | 3      | 30 | 9  | 9 | 12 | 35 | 49 | -14 | 36 | 6.     |
| 2013/14            | Druha liha          | 3      | 36 | 14 | 6 | 16 | 29 | 55 | -26 | 48 | 11.    |
| 2014/15            | Druha liha          | 3      | 27 | 11 | 9 | 7  | 40 | 29 | +11 | 42 | 4.     |
| 2015/16            | Druha liha          | 3      | 26 | 12 | 5 | 9  | 31 | 29 | +2  | 41 | 7.     |
| 2016/17            | Druha liha          | 3      | 34 |    |   |    |    |    |     |    |        |